# František Dvořák (Brunner)
František Dvořák, do roku 1895 František Brunner, užívající rovněž příjmení Brunner, nebo Bruner (14. listopadu 1862 Přelouč – 7. června 1927 Praha), byl český malíř.

## Život a dílo
František byl nejstarší dítě z dvanácti sourozenců přeloučského krejčího Václava Brunera a jeho manželky Anastasie, rozené Novákové. Jeho bratry byli fotografové Rudolf Bruner-Dvořák a Jaroslav Bruner-Dvořák.
Již v útlém dětství vzbuzoval pozornost svého učitele kreslení J. Jirouta svým malířským nadáním. Když mu bylo 14 let, poslal ho jeho otec na učitelský ústav v Kutné Hoře. V 17 letech, váben touhou k umělecké dráze, odchází studovat do Prahy, na malířskou akademii k prof. Františkovi Čermákovi. Studium se mu zdálo příliš pomalé a tak odchází studovat na akademii do Vídně, k prof. Griepenkerlovi a prof. Wurzingerovi. V roce 1883 vstupuje na akademii v Mnichově, kde se stává žákem prof. Otto Seitze a prof. Wilhelma Lindenschmita mladšího. Později si pořídil ateliér v mnichovské čtvrti Schwabing, kde začíná malovat podobizny a různé práce genrové, které s velikým úspěchem vystavoval v Mnichově a na akademii v Berlíně, potom též ve Vídni a také v pražském Rudolfinu. Stával se populárním. Z této doby jsou nejoblíbenějšími obrazy „Víra“ a „Láska“, dále „Děti s vějířem“ a „Děcko se psem“ a mnoho jiných.[zdroj?]
Roku 1888 se rozhodl spolu se svými mnichovskými spolužáky Karlem Vítězslavem Maškem a Alfonsem Muchou odjet do Francie. Později se k nim připojil i Luděk Marold. Pobýval v Paříži a v Nice. Dále cestoval do Itálie, kde ve Florencii a v Římě maloval podobizny pro Angličany a Američany. Potkal zde mnoho význačných lidí a rozhodl se pro cestu do Ameriky. Usídlil se ve Filadelfii, kde získal mnoho přátel a též i zakázek. Dne 19. listopadu 1890 se uskutečnila v Hazeltinových galeriích jeho výstava obrazů. Později pořádal soubornou výstavu ve Washingtonu. Po dobu 6 let působil také v New Yorku, Chicagu a Detroitu. Roku 1892 byl mezi vybranými umělci společné výstavy českých malířů v Hodoníně. Dostalo se mu pochvalného uznání umělecké kritiky. Byl poctěn několika zlatými a stříbrnými medailemi. Osobně byl pozván do Liverpoolu na světovou výstavu ve Walker Art Gallery. V únoru roku 1905 se přestěhoval do Prahy. Na čas se usídlil v Bubenči, kde pracoval na rozměrném díle „Poslední večeře Páně“, kterou začal malovat již v Paříži. Od roku 1906 se uchýlil do ateliéru na vltavském nábřeží, kde žil až do své smrti. Roku 1907 namaloval na Konopišti skupinový portrét dětí arcivévody Franze Ferdinanda d'Este. Téhož roku měl první soubornou výstavu v Čechách a to v Mladé Boleslavi.[zdroj?]
Vedle zakázkové tvorby portrétů a žánrových výjevů se stal důležitým představitelem hnutí nové spirituality. Ve svých obrazech se snažil integrovat východní spiritualitu, se kterou se seznámil již během pobytu v Americe. Dále jej v tomto směru ovlivnila i jeho sestra Helena Brunerová, která překládala do češtiny okultní literaturu.
Podílel se na kompozici několika inscenovaných fotografických výjevů, jejichž autorem byl jeho bratr, fotograf Rudolf Bruner-Dvořák. Rudolf Bruner-Dvořák je na druhou stranu autorem fotografie, která dokumentuje, jak Dvořák tvořil obraz anděla podle živého modelu s připjatými křídly.
Celý svůj život neúnavně pracoval. Mezi jeho nejslavnější obrazy patří podobizny Sri Rama Krishny a Sarady Devi, dále „Legenda o ptactvu v ráji“, „Děti s pivoňkami“, „Děvčátko s míčem“ a velmi populární obraz „Bedřich Smetana mezi svými přáteli roku 1865“. František Dvořák zemřel v Praze v roce 1927.[zdroj?]

### Hodnocení díla

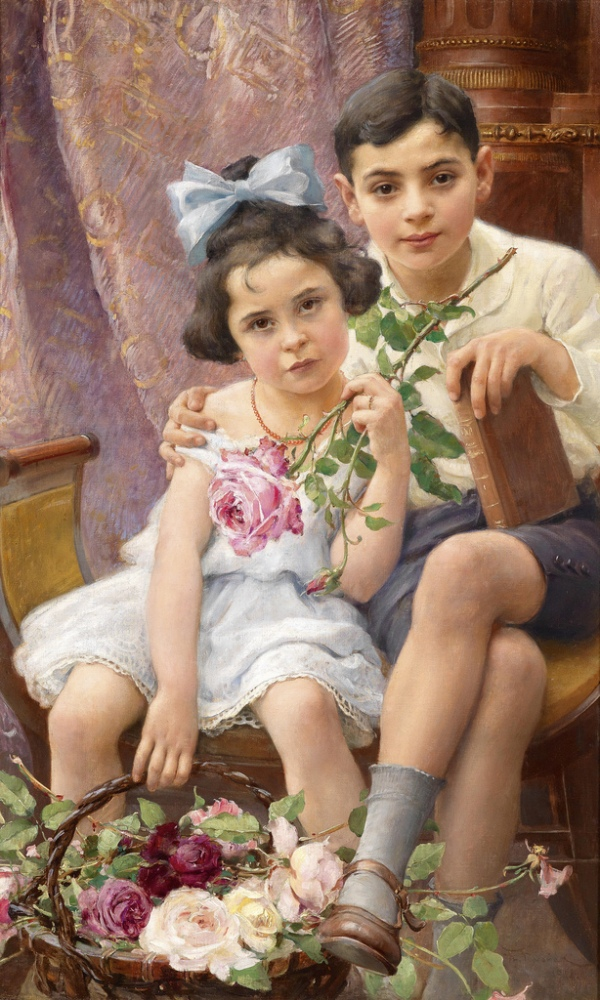
Sourozenci, 1912, typická ukázka díla, které Dvořákovi přineslo obdiv publika a bohatou klientelu.

Své akademické školení přetvořil do novoromanticky a symbolisticky stylizovaných děl. Jeho díla z pobytu v Paříži spolu s díly Muchovými, Maškovými a Maroldovými se podílela na formování tehdejšího stylu. Za typické dílo, dokládající Dvořákův přínos umění přelomu století, je považována jeho Čtenářka, která byla vystavena na pařížském Salonu v roce 1896 . Byl ovlivněn barevností a stylem prerafaelitů. Jeho zájem o Orient a esoteriku jej po návratu z USA přivedly ke snaze postihnout magický výraz reality (např. obraz Znějící kosmos z let 1910-1914.
Modernistická kritika první poloviny 20. století zařazovala Františka Dvořáka mezi akademizující, technicky vytříbené autory, kteří se podbízejí pokleslému buržoaznímu vkusu.

### Výstavy
- 1885 Mnichov
- 1887 výstava pořádaná Ústřední maticí školskou v Přelouči. Vystaveno 25 obrazů a třicet fotografií. Pro potřeby Matice bylo na vstupném vybráno 100 zlatých[19][20].
- 1907 Mladá Boleslav[21]
- 1909 Druhá umělecká a průmyslová výstava Polabského městského musea v Přelouči; zde vystavil celkem 110 obrazů. Výstava proběhla od 4. do 12. července 1909. Předmluvu ke katalogu napsal Jan Vincenc Diviš.[22]
- 2000 Křídla slávy (společná výstava francouzských a českých malířů), Rudolfinum, Praha[23]
- 2013 Mistrovské doteky českého symbolismu a secese, Galerie Kroupa, Litomyšl[24]

### Publikace
V roce 1888 vyšlo v nakladatelství Franz Hanfstaengl v Mnichově album dvanácti reprodukcí Dvořákových prací.
Jeho obraz Bedřich Smetana mezi svými přáteli roku 1865 byl vydán Státním nakladatelstvím u příležitosti 100. výročí Smetanových narozenin v roce 1924.

## Galerie

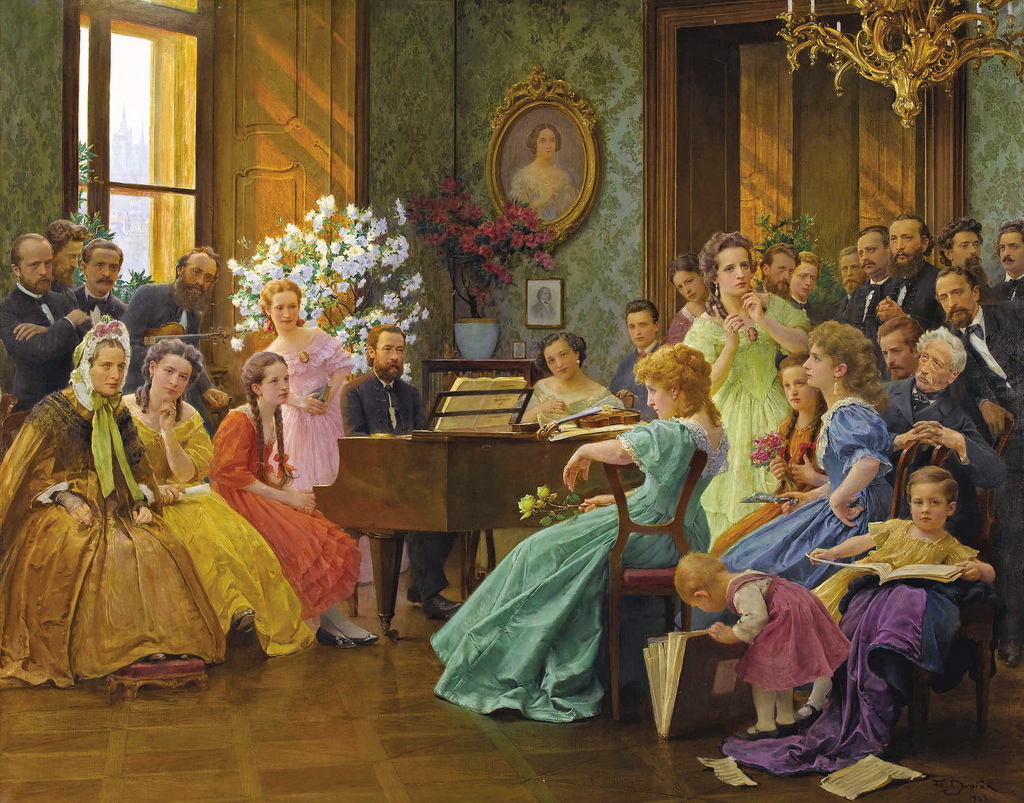
Bedřich Smetana mezi svými přáteli roku 1865 (1923)
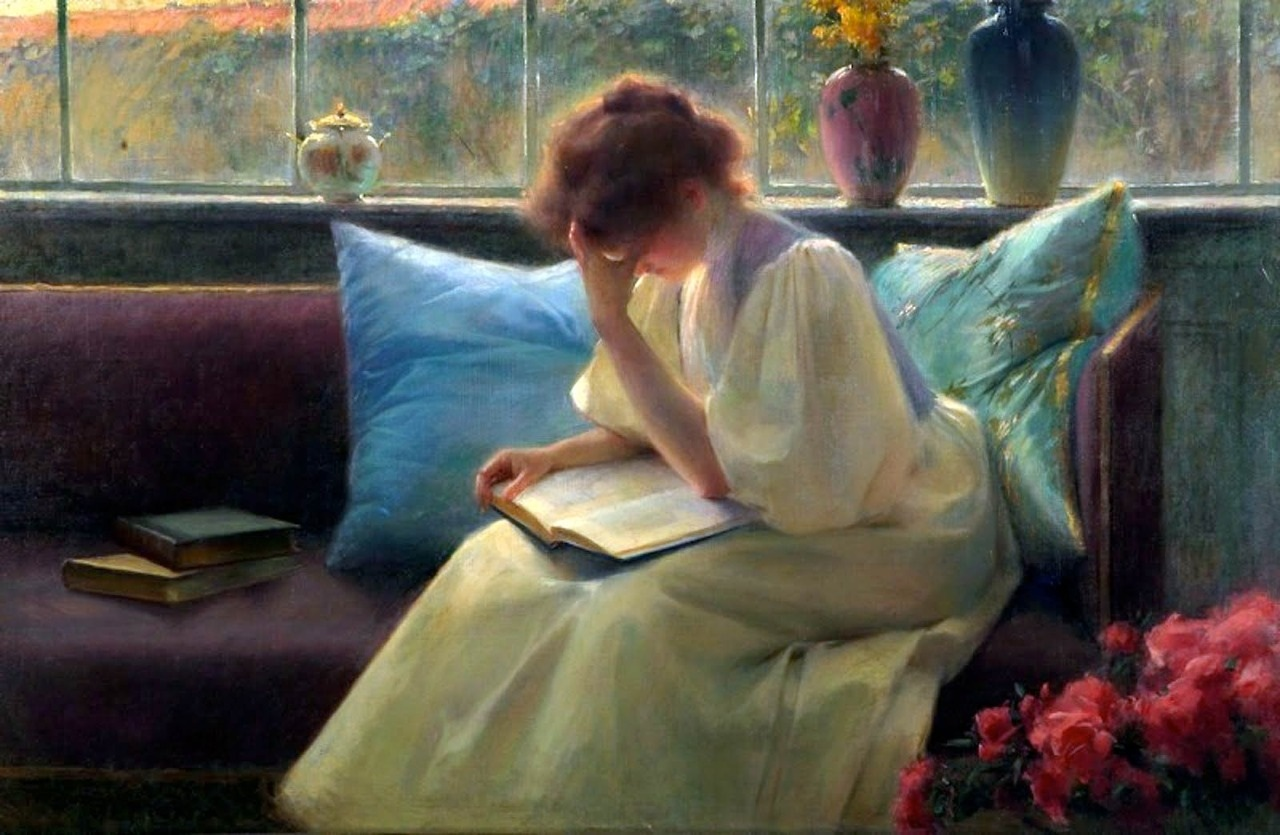
Čtenářka (1896)
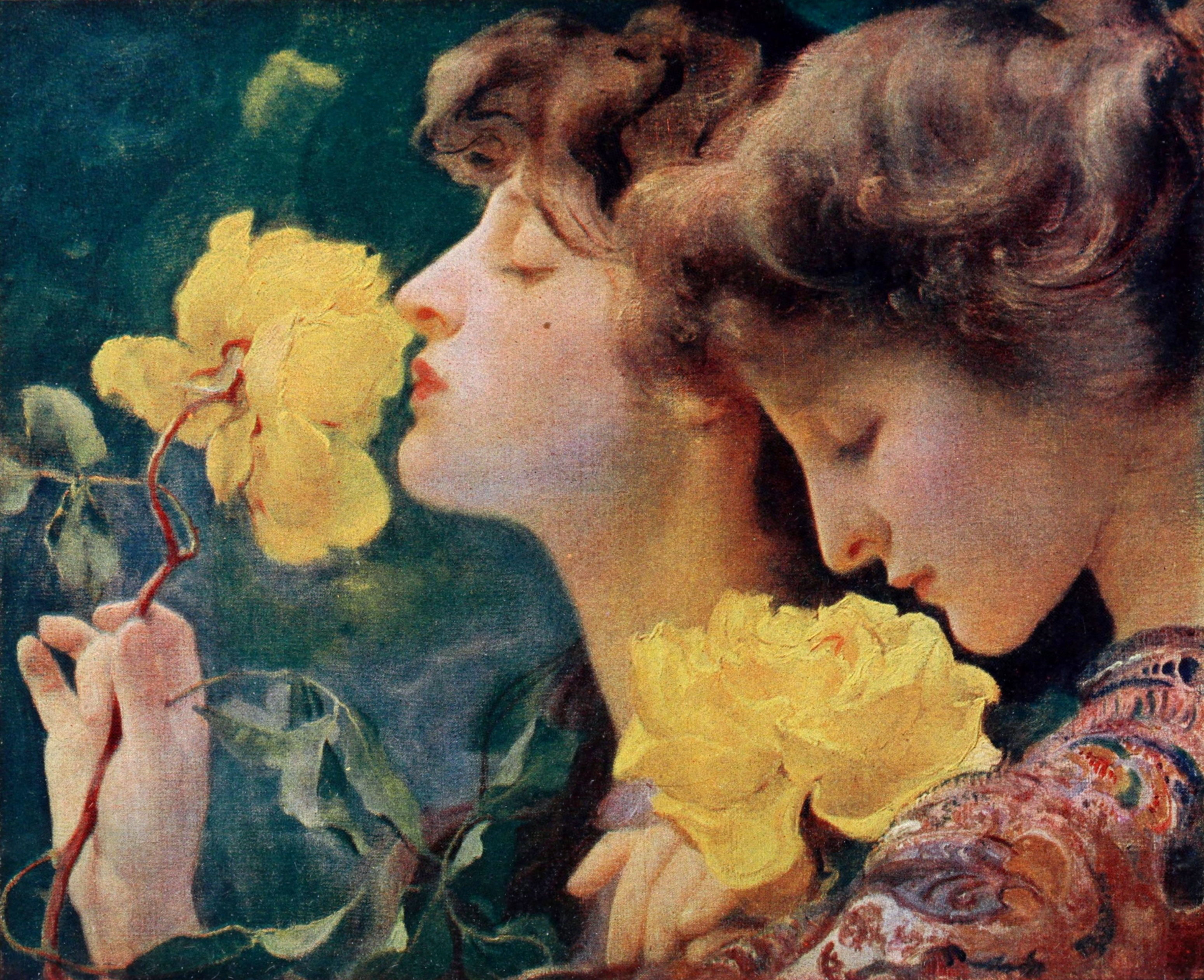
Čtyři růže
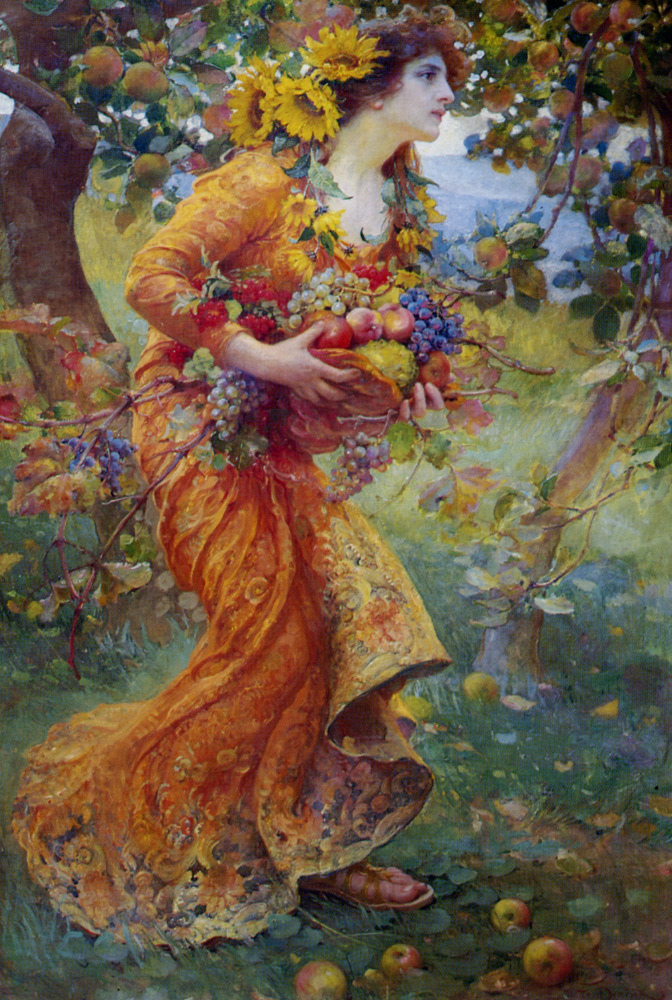
V sadu (1912)
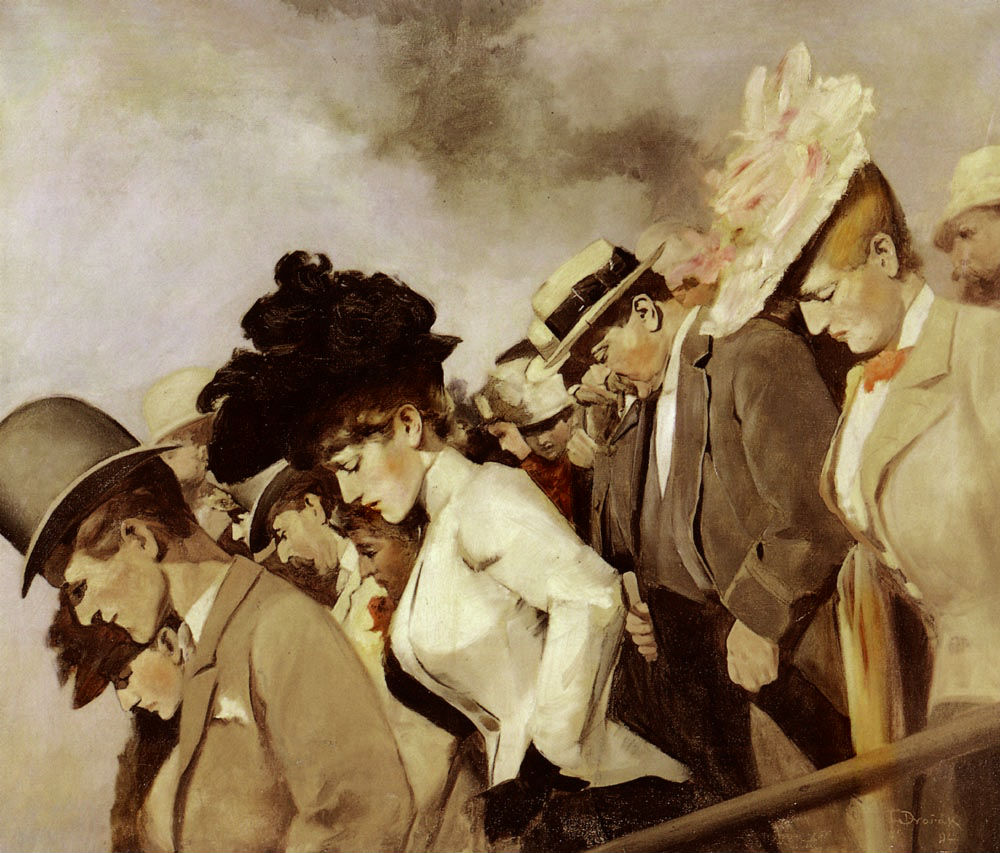
Na dostizích (1892)
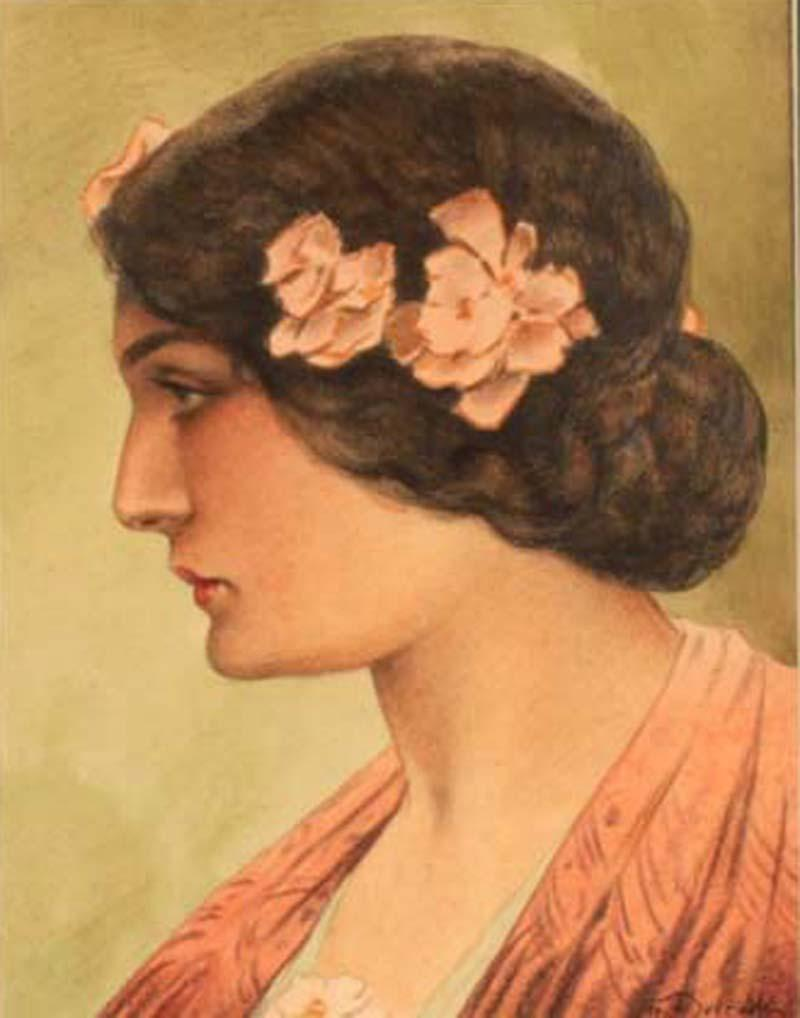
Dívka s květy ve vlasech
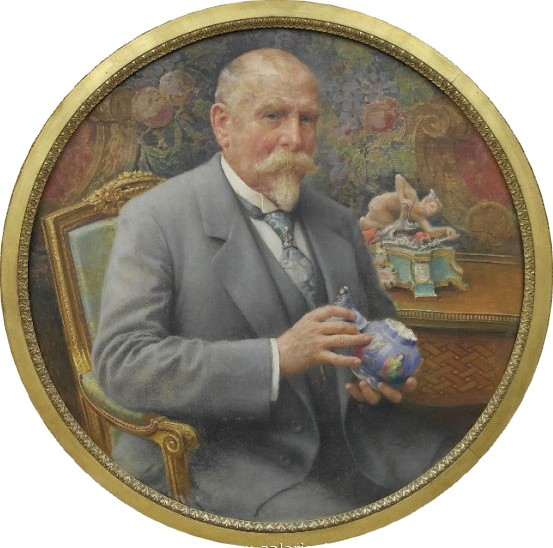
Portrét muže (1918)
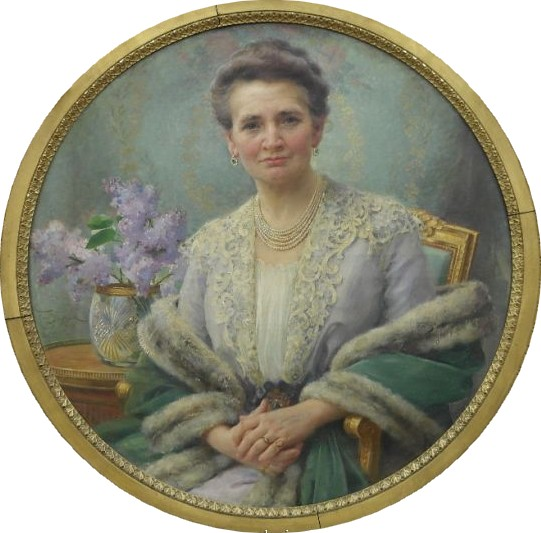
Portrét dámy (1918)